# Scytalopus panamensis
Scytalopus panamensis là một loài chim trong họ Rhinocryptidae.